# 醸造
醸造（じょうぞう）とは、発酵させ、またそれをさらに熟成させる工程。具体的には酒類（アルコール飲料）、酢、味噌、醤油などを製造すること。アルコール燃料などに転用する場合もある。
日本では昔、醸造は麹（こうじ）を用いて行われてきたという特殊事情があったので日本語の「醸造」という言葉は結果として麹を使うものを暗に指していたが、現代では麹を使うものに限らず発酵させる工程全般を指す。英語の「ブルーイング brewing」はもともとビールの醸造（製造方法）のことを指していたが、はちみつ酒やワインの製造方法を英語で呼ぶ場合にもこの英語が用いられるようになり、最近では日本酒の醸造を英語に翻訳する場合の英単語としても使われる。また、化学的な混合の過程も含めることがある。

## 概要
発酵という現象は先史時代から人類に知られており、醸造はそれを意図的に発生させることである。これらは産業として、あるいはプロトサイエンスのようなものとして科学（主に化学）分野の発生や発展で様々な影響を与えてきた。これらは他の発酵に関する産業と同様、経験的に工夫が凝らされ、現在に至るまで連綿と続いている。
その一方、醸造の生化学分野での研究が進むにつれて様々な応用技術も発展し、酒や食品の製造や加工（発酵食品/加工食品）だけでなく、工業的にも利用されるようになっている。

## 酒類の醸造
酒類の醸造法には、（果実やはちみつなどに含まれる）糖を発酵・熟成させる直接醸造法と、（穀類などに含まれる）デンプンをまず人工的に糖に変化させてからその糖を発酵させる糖化醸造法がある。
- ワイン（ぶどう酒）、シードル（りんご酒）、はちみつ酒などでは直接醸造法が採用される。
- ビールや清酒などでは、米や麦芽に含まれるデンプンをまず糖化させてから、その糖を発酵させる糖化醸造法が採用される。

酒の醸造の歴史
酒の醸造（アルコール発酵）は非常に古い歴史があり、古代エジプトですでに行われていたことが明らかになっている。シュメール人の書物には様々な種類のビールの製法が記載され、様々な種類の書物の中で最も古いものの一つである。
醸造の研究により微生物に関する研究も始まり、醸造業は後年の微生物学の発達にも大きな影響を与えた（雑菌#発酵産業と雑菌を参照）。
20世紀に入るとオイルショックなどの石油に依存した社会が被った打撃もあり、穀物などから燃料としての醸造アルコール（バイオマスエタノール）を作り、これを燃料とするなどの模索が見られ、21世紀に入っては燃料電池の燃料として利用することで電源としての利用も期待されるなど、アルコール醸造は古くて最先端のバイオテクノロジー分野として注目を集める。

## 酢の醸造
酢の醸造は、酢酸菌による発酵を行うことである。

## 味噌の醸造
日本の味噌は、麹菌を用いて、蛋白質を分解させてアミノ酸を得る。

## 魚醤などの醸造
魚醤は、魚介類を好気性細菌で発酵させる。魚介類の動物性タンパク質が分解され、アミノ酸が得られ、うまみが得られる。

## 醸造学やそれに類する学科を持つ大学
- 東京農業大学（醸造科学科）

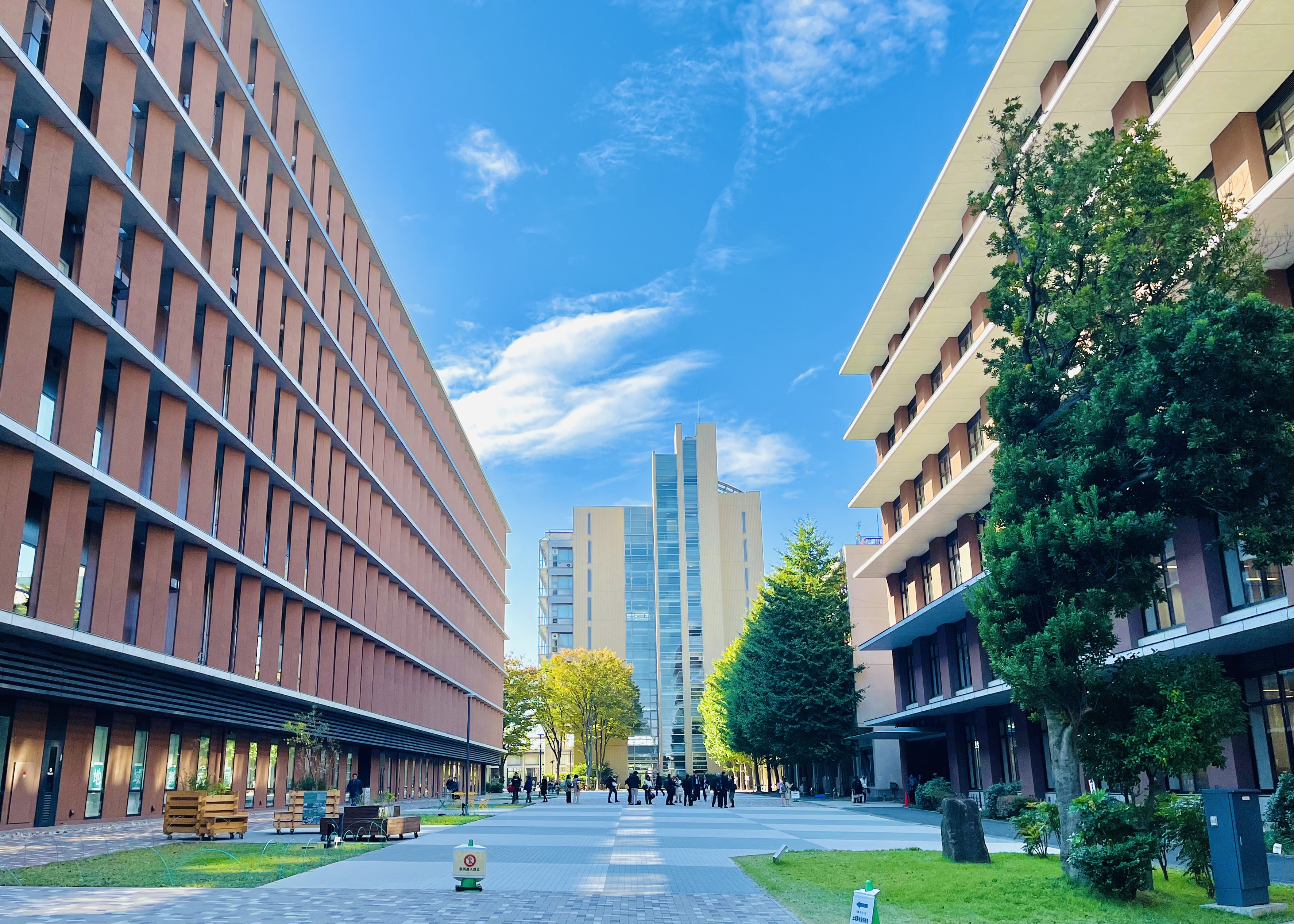
東京農業大学醸造科学科（世田谷キャンパス）

- 秋田県立大学（応用生物科学科 醸造学講座）
- 山梨大学（ワイン科学特別プログラム）
- 新潟大学（日本酒学センター）
- 吉備国際大学(醸造学科）
- 別府大学（発酵食品学科）